# Mic Sokoli
Mic Sokoli (1839 – 20 avril 1881) est une figure légendaire de la résistance albanaise contre l'Empire ottoman. Héros du mouvement nationaliste albanais, il est surtout reconnu pour son acte de bravoure lors de la bataille de Slivovë en 1881. Ce sacrifice héroïque, où il se jette sur un canon ennemi pour sauver ses compagnons et permettre à son armée de se repositionner, est gravé dans la mémoire collective du peuple albanais. Son geste courageux a non seulement contribué à ralentir l'avance ottomane, mais il est aussi devenu un symbole de la lutte pour l'indépendance et la liberté de l'Albanie.

## Biographie

### Jeunesse et origines
Mic Sokoli est né en 1839 dans le village de Fang, situé dans les montagnes de la région de Tropojë, dans le nord de l'Albanie. Il appartient à la tribu des Krasniqi, une des grandes familles patriotiques de la région. Son père, Sokol Rama, et son oncle Binak Alia étaient des figures de proue des révoltes albanaises contre l'Empire ottoman. Très jeune, Mic Sokoli est éduqué dans le respect des traditions de résistance et de la lutte pour la liberté du peuple albanais.

### Engagement dans la résistance
À partir des années 1860, Mic Sokoli rejoint la Ligue de Prizren, un mouvement fondé en 1878 visant à protéger les territoires albanais sous domination ottomane et à lutter pour les droits de la population albanaise. Le jeune Sokoli se distingue dès lors par son courage et son engagement, participant activement aux batailles contre les troupes ottomanes et monténégrines.
Il est impliqué dans des combats aux côtés de figures telles qu'Isa Boletini et Haxhi Zeka. Il prend part à de nombreuses batailles dans la région de Kosovo et aux alentours de Gjakova, Plav et Guci, où il prouve son habileté en tant que commandant.

### La bataille de Slivovë et sacrifice héroïque
Le 20 avril 1881, lors de la bataille de Slivovë, Mic Sokoli se distingue par un acte de courage exceptionnel. Alors que l'armée albanaise, bien inférieure en nombre et en armement face à l'Empire ottoman, fait face à une pression écrasante, Mic Sokoli remarque qu'un canon ottoman menace de percer les lignes albanaises. Ne pouvant laisser cette position stratégique intacte, Sokoli, dans un élan héroïque, se précipite vers le canon ennemi et se jette dessus, se sacrifiant pour ralentir l'attaque ottomane. Ce sacrifice permet à ses troupes de se repositionner et de remporter une victoire décisive.
Cet acte de bravoure est resté gravé dans la mémoire collective des Albanais comme un symbole de sacrifice ultime pour la liberté et l'indépendance.

### Héritage et mémoire
Après sa mort, Mic Sokoli est rapidement élevé au rang de Héros du Peuple en Albanie, une reconnaissance qui lui fut attribuée sous le régime communiste et qui perdure jusqu’à aujourd'hui. Sa mémoire est conservée à travers des chants populaires, des pièces de théâtre, et des récits historiques relatant sa vie et son sacrifice.
L'un des sites les plus emblématiques dédiés à sa mémoire est la Kulla e Mic Sokoli, une tour familiale située à Bujan, dans la région de Gjakova. Cette tour est devenue un lieu de pèlerinage pour les Albanais, symbolisant la lutte pour la liberté et l'indépendance.

### Célébrations et commémorations
Dans les écoles et les institutions publiques albanaises, Mic Sokoli est fréquemment cité comme un exemple de patriotisme et de dévouement envers la nation. Son image est présente dans de nombreuses cérémonies nationales, et il est régulièrement honoré lors des journées de commémoration des héros nationaux, en particulier lors de la fête du 19 mai, Journée des Héros Albanais.

## Galerie

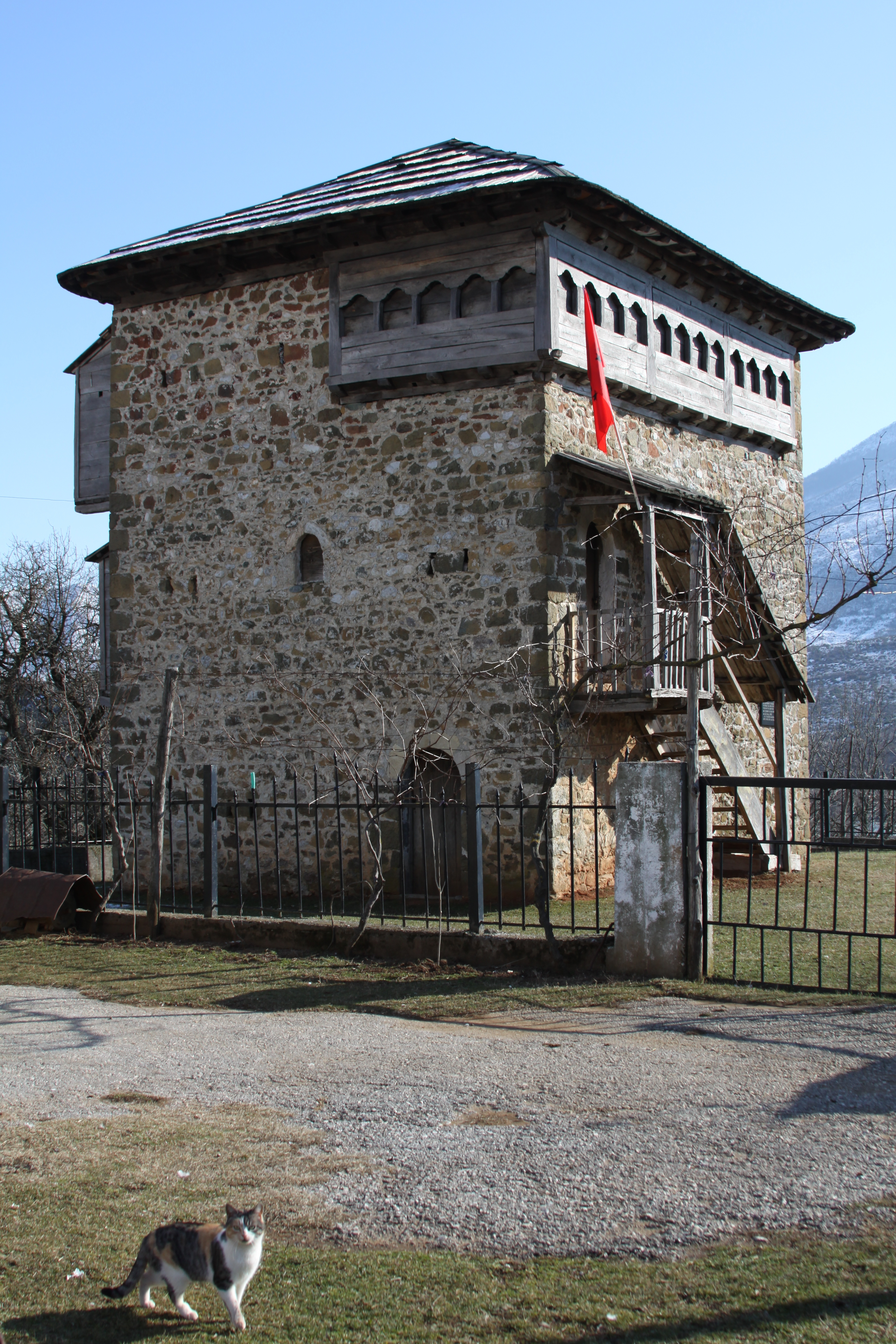
Kulla e Mic Sokolit à Bujan, Albanie
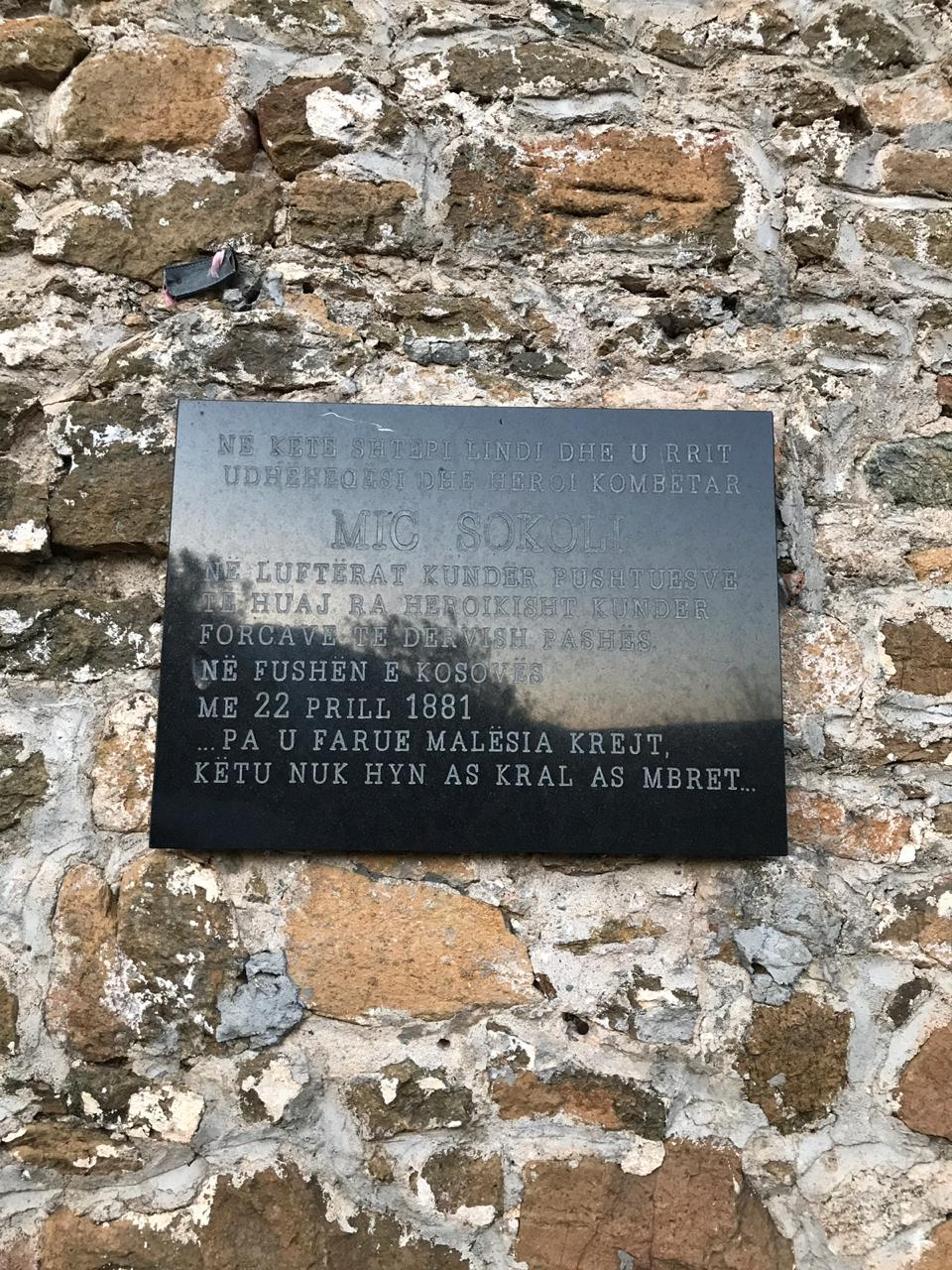
Vue de la tour de Mic Sokoli
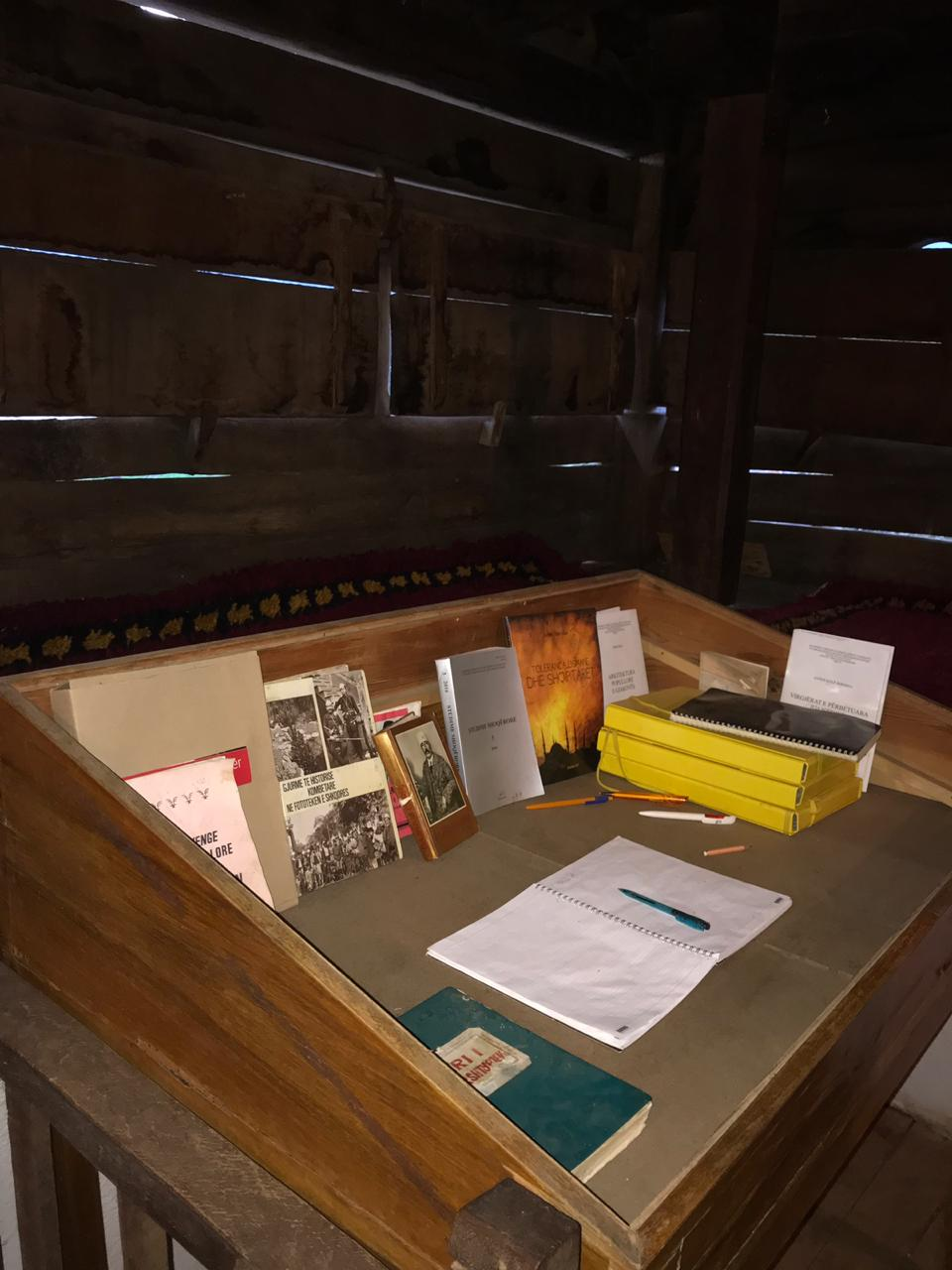
Autre perspective de la Kulla de Mic Sokoli